# Source-Seine
Source-Seine ist eine französische Gemeinde mit 60 Einwohnern (Stand 1. Januar 2022) im Département Côte-d’Or in der Region Bourgogne-Franche-Comté. Auf ihrem Gebiet befinden sich die Quellen der Seine.

## Geographie
Source-Seine liegt etwa 30 Kilometer nordwestlich von Dijon. Zu der Gemeinde gehören die beiden Weiler Saint-Germain (gehörte früher zu Saint-Germain-Source-Seine) und Blessey. Etwa einen Kilometer südöstlich der Ortschaft Source-Seine entspringt auf dem Plateau von Langres auf 446 Metern Höhe die Seine. Das Gelände rund um die Quellen ist Eigentum der Stadt Paris.
Nachbargemeinden sind Chanceaux im Nordosten, Frôlois im Nordwesten, Boux-sous-Salmaise im Südwesten, Salmaise im Süden, Bligny-le-Sec im Südosten und Poncey-sur-l’Ignon im Osten.

## Geschichte
Die Gemeinde ging am 1. Januar 2009 aus dem Zusammenschluss der beiden Gemeinden Saint-Germain-Source-Seine und Blessey hervor.

### Quellen der Seine

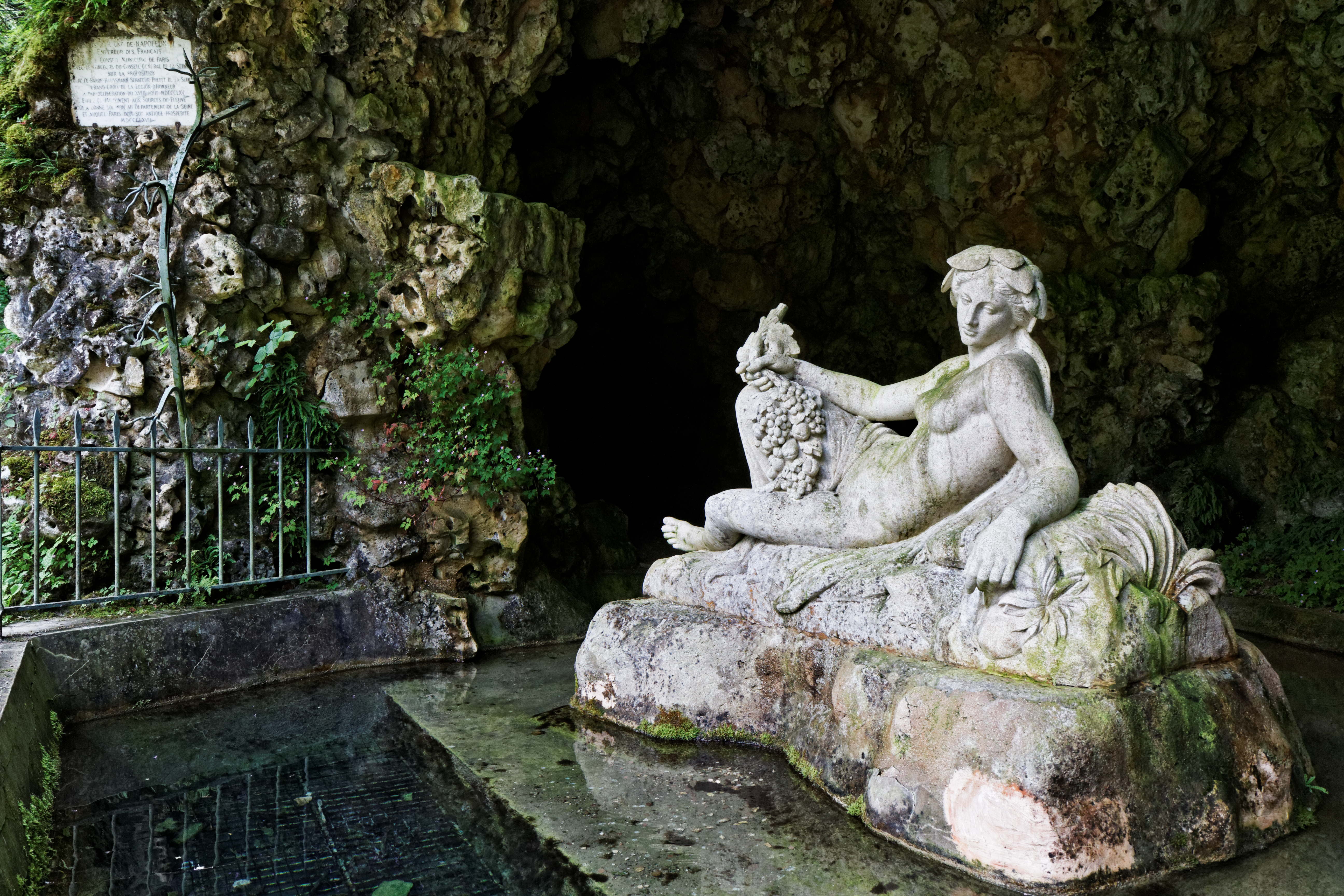
Quellgrotte mit Nymphenstatue

### Weitere

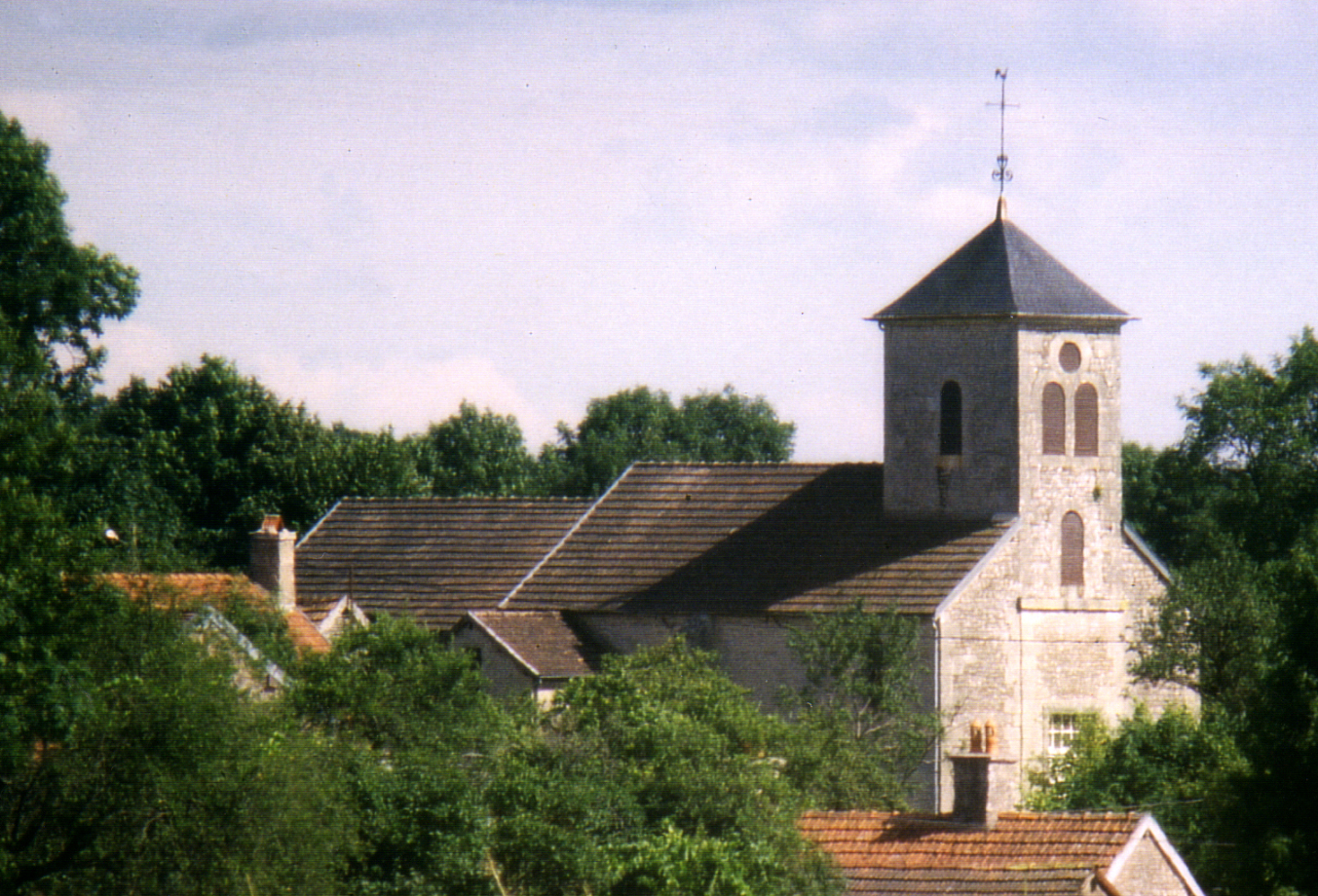
Kirche Notre-Dame

## Partnergemeinden

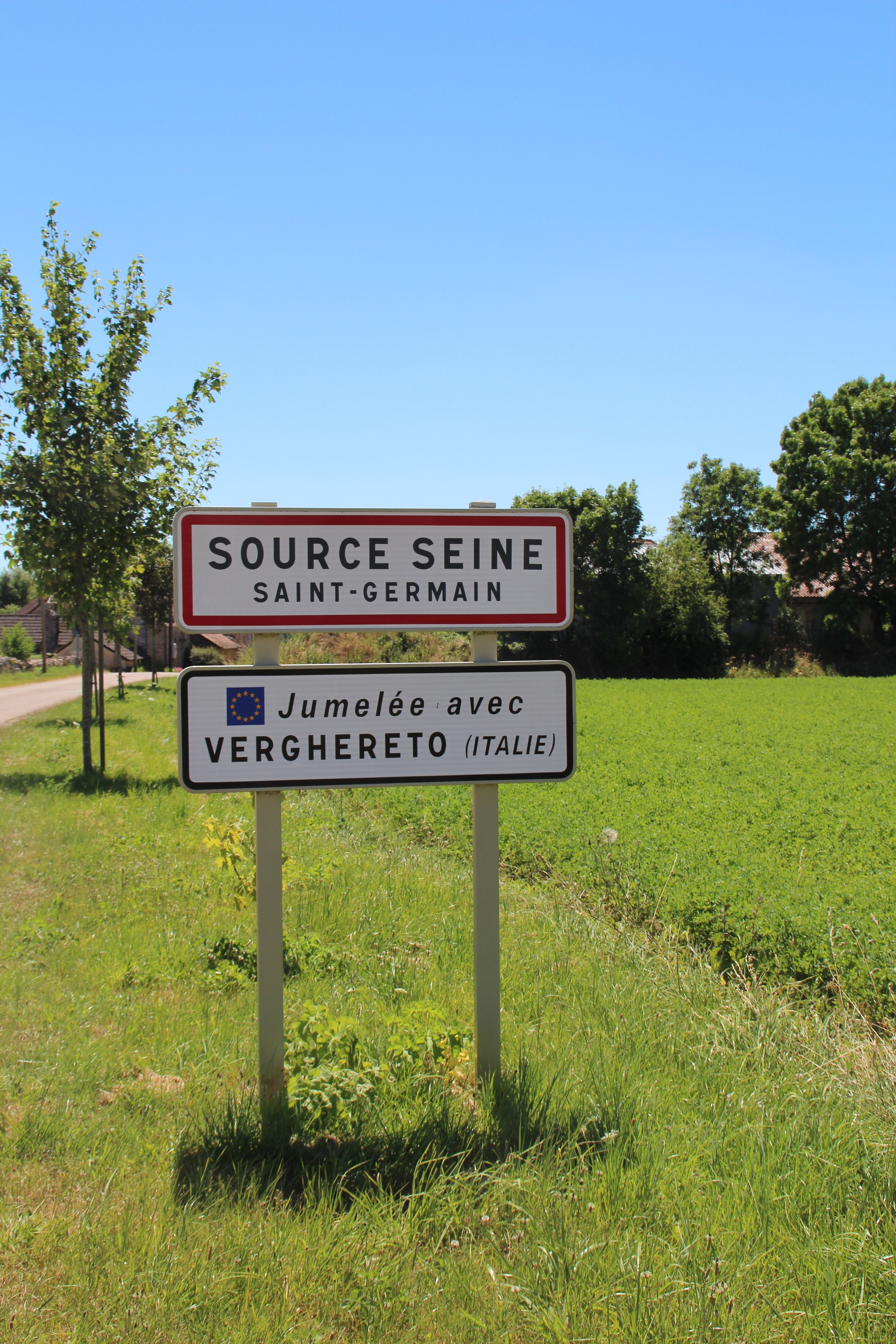
Straßenschild

### Bevölkerungsentwicklung
| Jahr                       | 1962 | 1968 | 1975 | 1982 | 1990 | 1999 | 2006 | 2011 |
| -------------------------- | ---- | ---- | ---- | ---- | ---- | ---- | ---- | ---- |
| Einwohner                  | 25   | 21   | 20   | 32   | 30   | 27   | 24   | 55   |
| Quellen: Cassini und INSEE |      |      |      |      |      |      |      |      |

## Sehenswürdigkeiten